# Staatsministerium von Mecklenburg-Strelitz 1872–1885
Das Staatsministerium von Mecklenburg-Strelitz bildete vom 1. September 1872 bis zum 7. September 1885 die von Großherzog Friedrich Wilhelm II. nach dem Tod von Staatsminister Wilhelm von Hammerstein-Loxten eingesetzte Landesregierung von Mecklenburg-Strelitz.
Die Position des Staatsministers blieb in dieser Periode unbesetzt. Die Funktion wurde bis zu dessen Tod im Jahr 1880 hauptsächlich durch den dienstältesten Staatsrat Anton Piper wahrgenommen. 
Die Periode endete 1885 mit der Ernennung von Friedrich von Dewitz zum Staatsminister.
| Amt            | Name |
| Staatsminister | vakant |
| Staatsräte     | Anton Piper, 1. September 1872 – 24. Januar 1880 Christian Ernst Bechtold von Bernstorff, 1. September 1872 – 30. September 1880 Jasper Carl Ludwig Schmidt, 1. März 1874 – 30. September 1877 Friedrich von Dewitz, ab 1. August 1876 Karl Ludwig Alexander von Arnim, ab 1. April 1878 Wilhelm Georg Friedrich von der Decken, ab 31. März 1882 |